# Аутери, Клара
Клара Аутери (итал. Clara Auteri), после замужества Клара Аутери Пепе (итал. Clara Auteri Pepe); 19 мая 1918, Кальтаджироне, Королевство Италия — 16 июня 2018, Милан, Италия) — итальянская сицилийская актриса театра и кино.

## Биография
Карьеру начала с небольших ролей в театре. В 1937 году познакомилась с актёром Нико Пепе, за которого позднее вышла за него замуж и присоединила к девичьей фамилии фамилию супруга.
Она снималась для журнальных сериалов, участвовала в постановках на радио и в дублировании картин. Особенно часто актриса снималась в годы Второй мировой войны. В это время она блестяще сыграла несколько ролей второго плана, заслужив признание у критиков и успех у зрителей.
Клара Аутери сыграла в нескольких фильмах Витторио Де Сики; дебютировала в «Терезе Венерди» в 1941 году. В следующем году она сыграла в его фильме «Гарибальдиец в монастыре». Активно играла в водевилях, в том числе с Тото и Анной Маньяни. Последним фильмом актрисы стала картина Альбино Принчипе «День, жизнь» в 1970 году.

## Фильмография
| Год  | Фильм                                                       | Режиссёр          | Персонаж            |
| ---- | ----------------------------------------------------------- | ----------------- | ------------------- |
| 1941 | «Тереза Венерди» итал. Teresa Venerdì                       | Витторио Де Сика  | Джузеппина          |
| 1942 | «Графиня Кастильоне» итал. La contessa Castiglione          | Флавио Кальцавара | Мартина             |
| 1942 | «Маленькая учительница» итал. La maestrina                  | Джорджо Бьянки    | учительница         |
| 1942 | «Гарибальдиец в монастыре» итал. Un garibaldino al convento | Витторио Де Сика  | Джельтруде Корбетти |